# Colletogyne
Colletogyne é um género botânico da família Araceae.

## Espécies
- Calletogyne perrieri